# Malawi
Malawi (phát âm tiếng Chichewa: [maláβi] hay [maláwi]), tên chính thức Cộng hòa Malawi, là một quốc gia có chủ quyền không giáp biển tại Đông Nam Phi, từng được gọi là Nyasaland. Malawi giáp với Zambia về phía tây bắc, Tanzania về phía đông bắc, và Mozambique về phía đông, đông nam và tây nam. Hồ Malawi nằm giữa nước này và Tanzania, Mozambique. Malawi có diện tích 118.000 km2 (45.560 dặm vuông Anh) với dân số ước tính 16.777.547 (2013). Thủ đô là Lilongwe, cũng là thành phố lớn nhất Malawi; các thành phố theo sau là Blantyre, Mzuzu và cố đô Zomba. Cái tên Malawi xuất phát Maravi, cái tên cũ của người Nyanja sinh sống tại đây. Nước này còn có biệt danh "Trái tim ấm của châu Phi".
Malawi là một trong các quốc gia nhỏ nhất châu Phi. Hồ Malawi chiếm một phần đáng kể diện tích Malawi.
Khu vực mà nay là Malawi đã là nơi cư trú của các nhóm người Bantu từ khoảng thế kỷ X. Nhiều thế kỉ sau, năm 1891, khu vực này trở thành thuộc địa của Anh. Năm 1953, Malawi, khi đó còn là Nyasaland, một xứ bảo hộ của Anh, trở thành một phần của Liên bang Rhodesia và Nyasaland bán độc lập. Liên bang tan rã năm 1963. Năm 1964, sự bảo hộ của thực dân Anh lên Nyasaland kết thúc và Nyasaland trở thành một quốc gia độc lập với cái tên mới Malawi. Hai năm sau nó trở thành một nước cộng hòa. Hậu độc lập, nó trở thành một nhà nước đơn đảng dưới quyền của tổng thống Hastings Banda, người tiếp tục nắm quyền tới năm 1994, khi ông thất bại trong cuộc bầu cử. Arthur Peter Mutharika là đương kim tổng thống. Malawi có một chính phủ dân chủ, đa đảng. Lực lượng Phòng vệ Malawi gồm một bộ binh, thủy binh và không quân. Chính sách đối ngoại của Malawi là thân Tây phương, quan hệ ngoại giao tích cực với hầu hết cả các nước, và tham gia nhiều tổ chức quốc tế, gồm Liên Hợp Quốc, Thịnh vượng chung các quốc gia, Cộng đồng phát triển Nam Phi (SADC), Thị trường chung Đông và Nam Phi (COMESA) và Liên minh châu Phi (AU).
Malawi là một trong những quốc gia kém phát triển nhất thế giới. Nền kinh tế chủ yếu dựa trên nông nghiệp, với dân cư phần lớn sống ở nông thôn. Chính phủ Malawi phụ thuộc nhiều vào trợ cấp từ bên ngoài để đạt chỉ tiêu phát triển, dù sự phụ thuộc này đã dần giảm đi kể từ năm 2000. Chính phủ Malawi đối mặt nhiều khó khăn trong xây dựng cơ sở hạ tầng và mở rộng nền kinh tế, cải thiện giáo dục, chăm sóc sức khỏe, bảo vệ thiên nhiên, và trở nên độc lập về tài chính. Từ năm 2005, Malawi đã phát triển nhiều dự án để giải quyết các vấn đề trên và nhìn chung thì đang phát triển, với sự nâng cao về kinh tế, giáo dục và chăm sóc sức khỏe thấy được trong năm 2007 và 2008.
Malawi có tuổi thọ trung bình thấp và tỷ lệ tử vong trẻ sơ sinh cao. Cộng với một số lớn dân số mắc HIV/AIDS, đã làm cạn kiệt nguồn lao động. Có sự đa dạng lớn về thành phần dân tộc bản địa, với nhiều ngôn ngữ và niềm tin tôn giáo hiện diện.

## Lịch sử
Khu vực mà ngày nay Malawi từng có một số dân nhỏ dân cư sống săn bắt-hái lượm trước khi những làn sóng di cư của người Bantu từ phía bắc tràn đến vào khoảng thế kỷ thứ X. Dù đa số người Bantu tiếp tục hướng về phía nam, một số định cư tại đây và tạo nên những nhóm dân tộc dựa trên tổ tiên chung. Tới năm 1500, những bộ tộc thành lập nên Vương quốc Maravi đã thiết lập nên một lãnh thổ trải dài từ Nkhotakota ở phía bắc đến sông Zambezi ở phía nam và từ hồ Malawi ở phía đông tới sông Luangwa (tại Zambia ngày nay) ở phía tây.
Không lâu sau năm 1600, khi khu vực này đã được thống nhất dưới một vị quân chủ, người dân địa phương bắt đầu tiếp xúc, giao thương và liên minh với các thương gia người Bồ Đào Nha. Tuy nhiên, tới khoảng 1700, vương quốc này "vỡ" ra nhiều thành tiểu quốc, dưới sự quản lý của nhiều dân tộc khác nhau. Mạn lưới buôn bán nô lệ Swahili-Ả Rập tại đây đạt đỉnh cao vào giữa thế kỷ XIX, khi chừng 20.000 người bị nô lệ hóa và bị mang đi mỗi năm từ Nkhotakota tới Kilwa, nơi họ bị đem bán.
Nhà truyền giáo và thám hiểm David Livingstone tìm đến hồ Malawi (khi đó là hồ Nyasa) năm 1859 và xác định rằng cao nguyên Shire phía nam hồ là khu vực thích hợp cho sự định cư của người châu Âu. Do kết quả của sự thám hiểm của Livingstone, nhiều nơi truyền giáo phái Anh giáo và Giáo hội Trưởng Nhiệm đã được thiết lập trong hai thập niên 1860 và 1870, Công ty Trách nhiệm hữu hạn Hồ châu Phi thành lập năm 1878 để tạo nên mạng lưới giao thương và vận tải, có quan hệ mật thiết đến những điểm truyền giáo kia. Một điểm dân cư và truyền giáo nhỏ được thành lập năm 1876 tại Blantyre và một lãnh sự quán Anh được xây dựng ở đây năm 1883. Do chính phủ Bồ Đào Nha cũng quan tâm đến vùng nay nên, để chống lại sự chiếm cứ của Bồ Đào Nha, chính phủ Anh đã gửi Harry Johnston làm lãnh sự viên để ký kết những hiệp ước với các nhà lãnh đạo địa phương nằm ngoài tầm kiểm soát của Bồ Đào Nha.

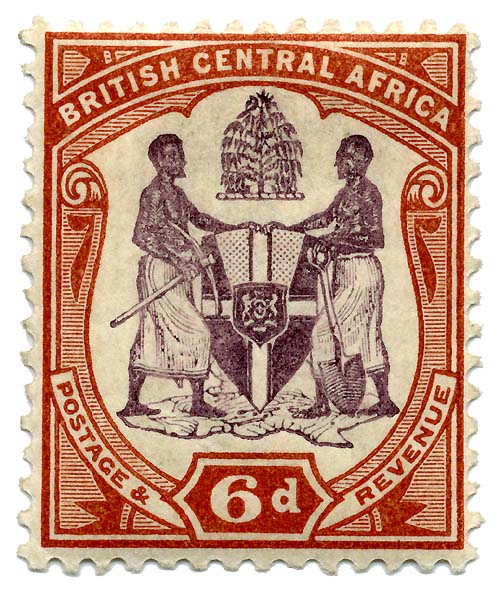
Tem Trung Phi thuộc Anh phát hành bởi Vương quốc Liên hiệp năm 1897.

Năm 1889, một xứ bảo hộ Anh ra đời trên Cao nguyên Shire, được mở rộng năm 1891 ra toàn bộ lãnh thổ Malawi ngày nay, có tên Xứ bảo hộ Trung Phi thuộc Anh. Năm 1907, nó được đặt lại tên là Nyasaland và cái tên này được sử dụng cho đến hết thời gian thống trị của Anh. Một ví dụ điển hình của cái gọi là "Thin White Line" (Đường trắng mỏng) của chính phủ thuộc địa là châu Phi, là khi chính phủ Nyasaland được thành lập năm 1891. Những người quản lý được trả 10.000 bảng (giá trị 1891) mỗi năm, đủ để thuê mười dân thường châu Âu, hai nhân viên quân đội, bảy mươi người Sikh Punjab và tám mươi lăm người khuân vát Zanzibar. Tất cả được giao nhiệm vụ điều hành và quản lý một lãnh thổ rộng 94,000 kilômét vuông với dân số từ một đến hai triệu người.
Năm 1944, Quốc hội châu Phi Nyasaland (NAC) được thành lập bởi người châu Phi tại Nyasaland. Năm 1953, Anh hợp nhất Nyasaland với Bắc và Nam Rhodesia để tạo nên Liên bang Rhodesia và Nyasaland, thường gọi là Liên bang Trung Phi (CAF), vì nhiều lý do chính trị. Liên bang này bán độc lập, và trong đó NAC được ủng hộ rộng rãi. Một người đối lập của CAF là Hastings Banda, một bác sĩ từng học tập tại châu Âu và làm việc tại Ghana, người đã được thuyết phục để trở lại Nyasaland năm 1958. Banda được bầu làm lãnh đạo NAC và làm việc để động viên tinh thần dân tộc trước khi bị bỏ tù bởi chính quyền thực dân năm 1959. Ông được phóng thích một năm sau đó, và được mời góp phần soạn thảo hiến pháp mới của Nyasaland, giúp đưa người châu Phi lên chiếm phần đông Hội đồng Lập pháp.

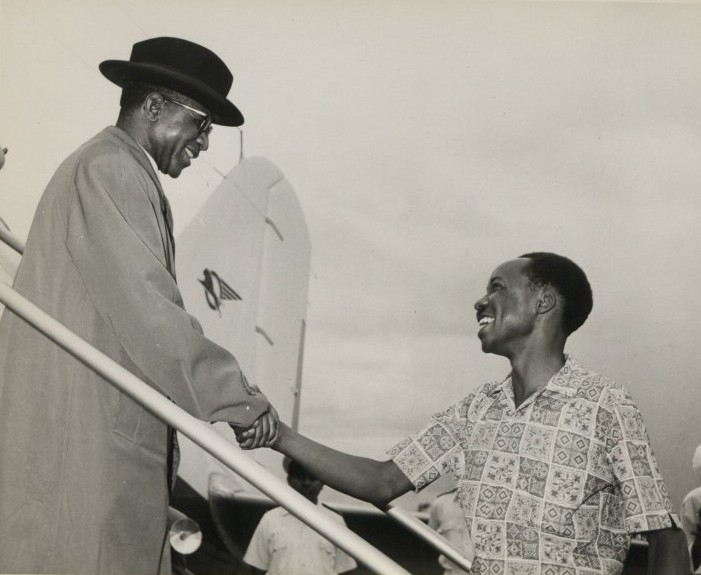
Tổng thống đầu tiên Malawi Hastings Banda (bên trái), với tổng thống Tanzania Nyerere

Năm 1961, Đảng Quốc hội Malawi (MCP) giành được phần lớn phiếu bầu trong cuộc bầu cử Hội đồng Lập pháp và Banda trở thành Thủ tướng năm 1963. Liên bang Rhodesia và Nyasaland tan rã năm 1963, và ngày 6 tháng 7 năm 1964, Nyasaland độc lập khỏi Anh và lấy tên là Malawi. Dưới hiến pháp mới, Malawi trở thành một nước cộng hòa và Banda là tổng thống đầu tiên. Nó cũng khiến Malawi trở thành một nhà nước đơn đảng với MCP là đảng hợp pháp duy nhất. Trong gần 30 năm, Banda quản lý một chế độ độc tài cứng nhắc, đảm bảo rằng Malawi không bị lôi kéo vào những cuộc sung đột vũ trang. Những đảng đối lập, gồm Phong trào Tự do Malawi của Orton Chirwa và Liên minh Xã hội Chủ nghĩa Malawi, phải lưu vong bên nước ngoài.
Dưới áp cực của các yêu cầu tự do chính trị, Banda đồng ý tổ chức một cuộc trưng cầu ý dân năm 1993, khi phần lớn người dân yêu cầu một chế độ dân chủ đa đảng. Cuối năm 1993, một hội đồng tổng thống được lập ra, và một hiến pháp mới được áp dụng, kết thúc sự thống trị của MCP. Năm 1994, trong cuộc bầu cử đa đảng đầu tiên của Malawi, Banda đã bị đánh bại bởi Bakili Muluzi. Tái đắc cử 1999, Muluzi tiếp tục làm tổng thống cho tới năm 2004, khi Bingu wa Mutharika đắc cử. Dù môi trường chính trị được mô tả là "nhiều thử thách", tới nay chế độ đa đảng vẫn tồn tại ở Malawi.

## Chính trị

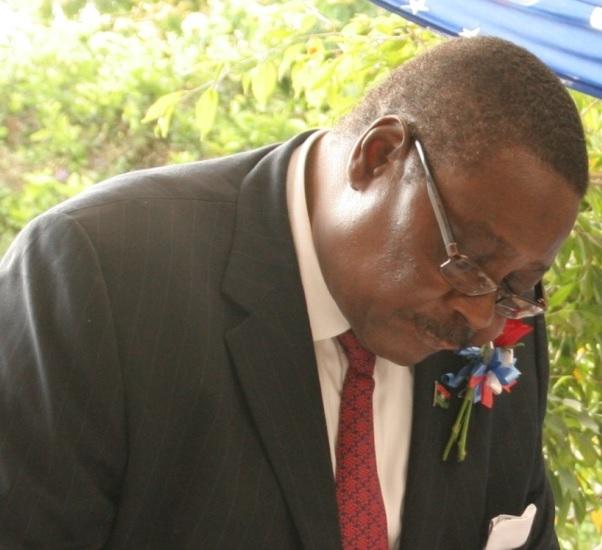
Peter Mutharika, Tổng thống Malawi.

Malawi là một quốc gia dân chủ, đa đảng, hiện dưới sự lãnh đạo của Arthur Peter Mutharika, người đã chiến thắng cựu tổng thống Joyce Banda trong cuộc bầu cử năm 2014. Hiến pháp hiện tại được ấn hành ngày 18 tháng 5 năm 1995. Các ngành của chính phủ bao gồm hành pháp, lập pháp và tư pháp. Hành pháp gồm tổng thống người vừa là nguyên thủ quốc gia vừa là người đứng đầu chính phủ, phó thủ tướng thứ nhất và thứ hai cùng một nội các. Tổng thống được bầu năm năm một lần và phó tổng thống được lựa chọn bởi các tổng thống. Tổng thống cũng được chọn ra một phó tổng thống thứ hai. Các thành viên nội các được tổng thống bổ nhiệm và có thể xuất thân từ bên trong hoặc ngoài cơ quan hành pháp.

### Phân chia hành chính
Malawi được chia thành 28 huyện trong ba vùng:
| Vùng Trung - 1 – Dedza - 2 – Dowa - 3 – Kasungu - 4 – Lilongwe - 5 – Mchinji - 6 – Nkhotakhota - 7 – Ntcheu - 8 – Ntchisi - 9 – Salima | Vùng Bắc - 10 – Chitipa - 11 – Karonga - 12 – Likoma - 13 – Mzimba - 14 – Nkhata Bay - 15 – Rumphi | Vùng Nam - 16 – Balaka - 17 – Blantyre - 18 – Chikwawa - 19 – Chiradzulu - 20 – Machinga - 21 – Mangochi - 22 – Mulanje - 23 – Mwanza - 24 – Nsanje - 25 – Thyolo - 26 – Phalombe - 27 – Zomba - 28 – Neno |

## Địa lý

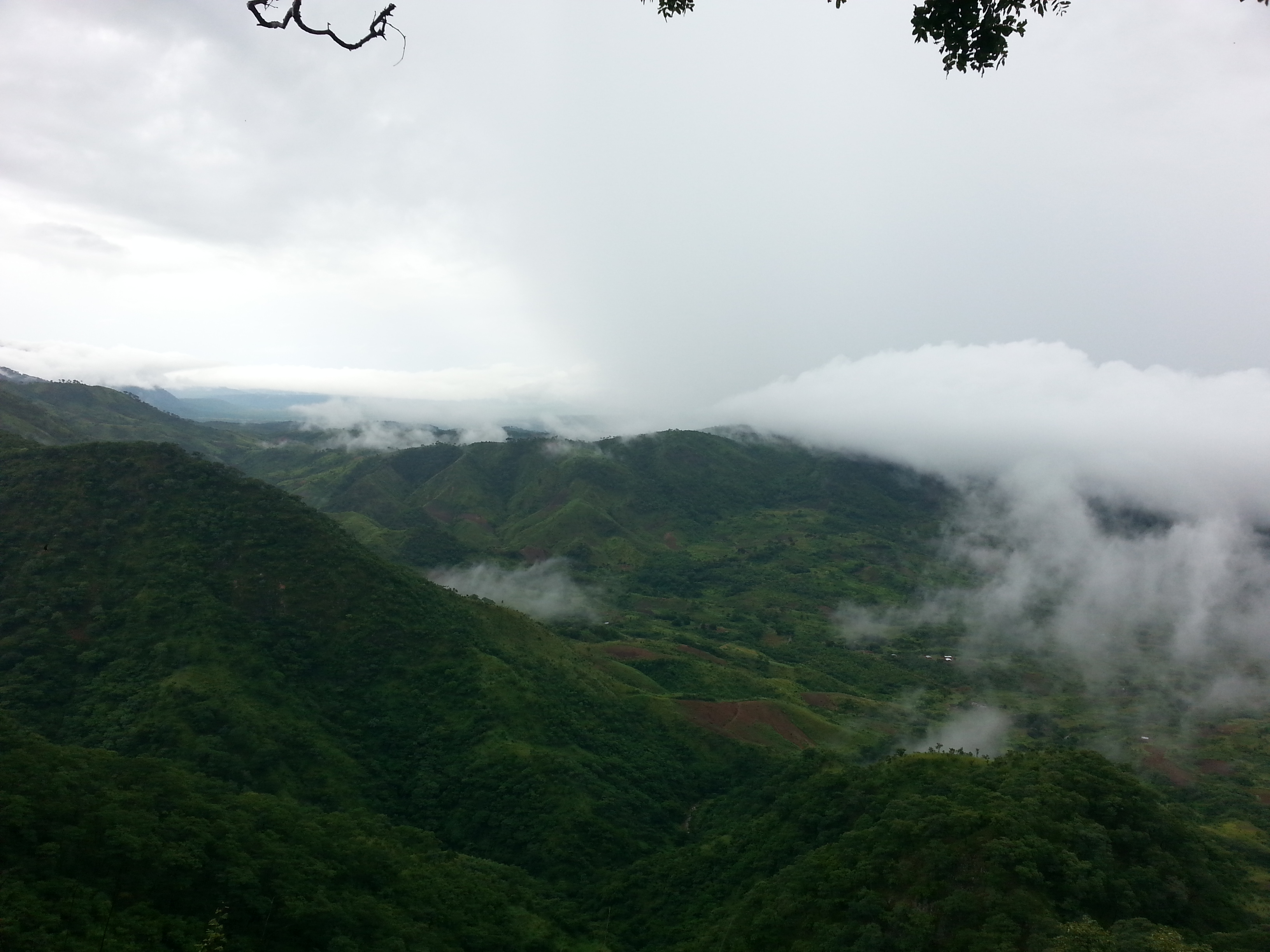
Miền núi Bắc Malawi vào mùa mưa

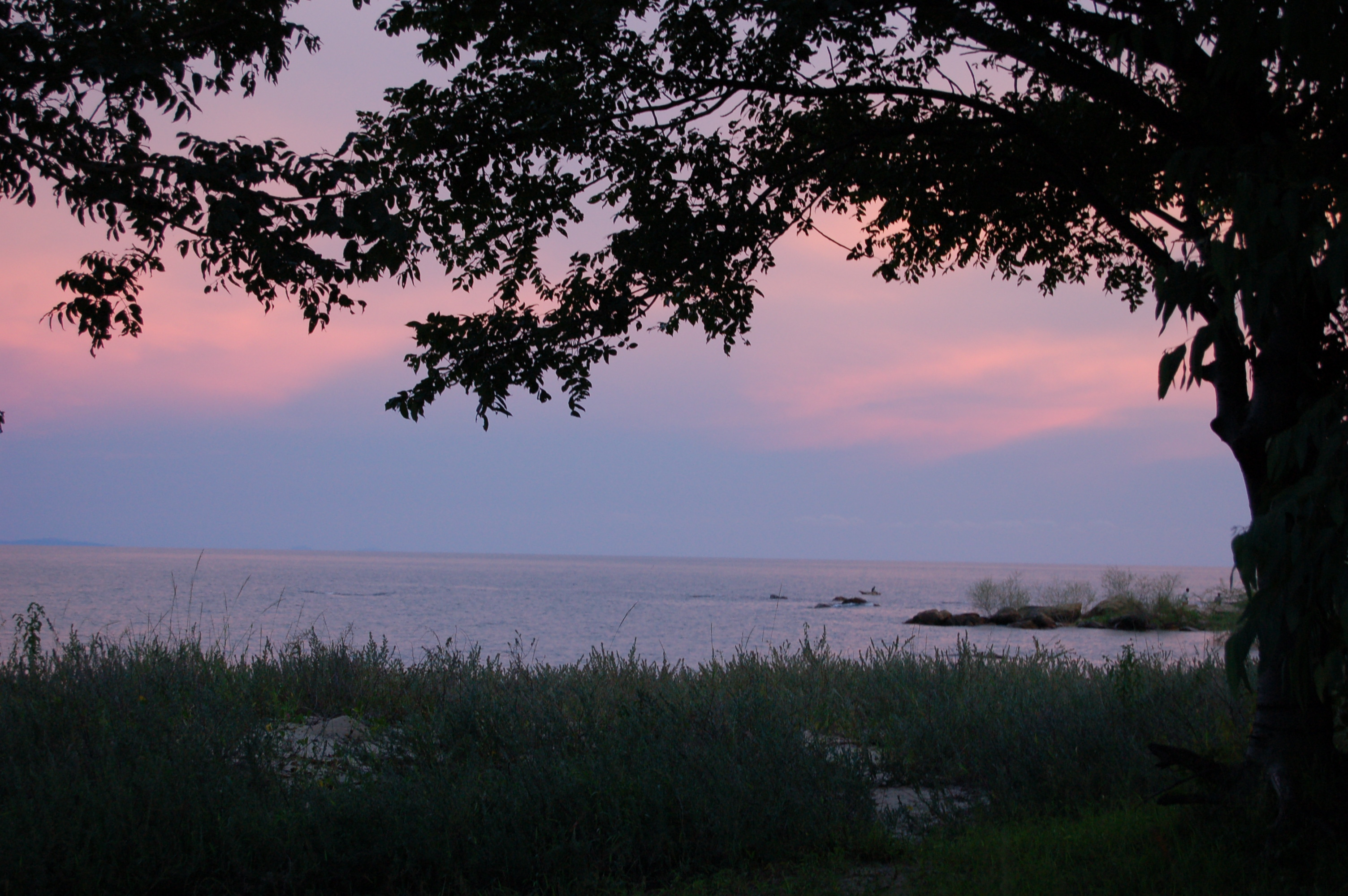
Mặt trời lặn trên hồ Malawi

Malawi là một quốc gia không giáp biển nằm ở Đông Nam Phi, giáp Zambia về phía tây bắc, Tanzania về phía đông bắc và Mozambique về phía nam, tây nam và đông nam. Nó toạ lạc giữa vĩ tuyến 9° và 18°N và kinh tuyến 32° và 36°Đ.
Thung lũng Tách giãn Lớn chạy theo chiều bắc nam dọc chiều dài đất nước, và ở miền đông thung lũng là hồ Malawi (còn gọi là hồ Nyasa), tạo nên ba phần tư biên giới phía đông của Malawi. Hồ Malawi đôi khi được gọi là hồ Lịch (Calendar Lake) vì nó dài chừng 587 kilômét (365 mi) và rộng 84 kilômét (52 mi). Sông Shire chảy từ cực nam của hồ và đổ vào sông Zambezi tại Mozambique. Mặt hồ Malawi cao 457 mét (1.500 ft) trên mực nước biển; độ sâu tối đa của hồ là khoảng 701 mét (2.300 ft), nghĩa là đáy hồ nằm ở 213 mét (700 ft) dưới mực nước biển.

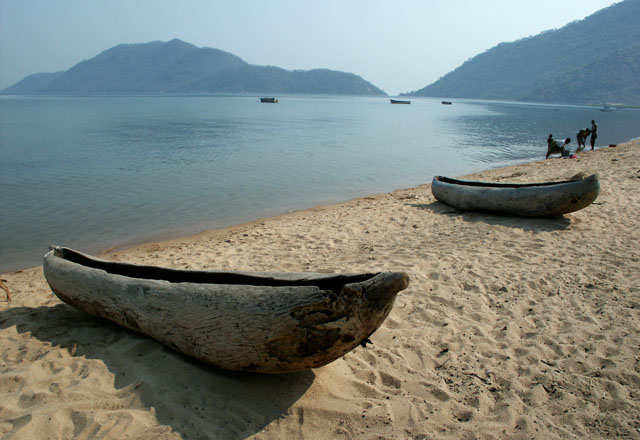
Bờ hồ Malawi

Tài vùng núi vây quanh thung lũng Tách giãn, các cao nguyên thường cao từ 914 đến 1.219 mét (3.000 đến 4.000 ft) trên mực nước biển, dù một số đạt đến 2.438 mét (8.000 ft) ở phía bắc. Phía nam hồ Malawi là cao nguyên Shire, cao khoảng 914 mét (3.000 ft). Trong khi vực này, đỉnh núi Zomba và Mulanje lần lượt đạt 2.134 và 3.048 mét (7.000 và 10.000 ft).
Thủ đô Malawi là Lilongwe, còn trung tâm kinh tế là Blantyre (dân số hơn 500.000 người). Malawi có hai Di sản thế giới được UNESCO công nhận. Vườn quốc gia hồ Malawi được công nhận năm 1984 và khu nghệ thuật đá Chongoni được công nhận năm 2006.
Khi hậu nóng ở những vùng thấp miền nam và ông hòa ở những cao nguyên miền bắc. Nếu không bị địa hình biến đổi, nơi này sẽ có khí hậu xích đạo. Từ tháng 11 đến tháng 4, nhiệt độ ấm áp với những cơn mưa nhiệt đới và sấm, mùa bảo đạt đỉnh cào cuối tháng 3. Sau tháng 3, lượng mưa giảm nhanh.

### Hệ động thực vật

Brachystegia aka miombo.

Hệ động vật Malawi gồm những động vật có vú như voi, hà mã, các loài mèo lớn, khỉ, vượn cáo và dơi; cùng sự đa dạng về chim gồm các loài chim săn, vẹt, thủy cầm và chim lội lớn, cú mèo, và chim hót. Khu vực hồ Malawi được mô tả là có một trong những hệ động vật thủy sinh phong thú nhất thế giới, là nơi trú của 200 loài động vật có vú, 650 loài chim, trên 30 loài thân mềm, và 5.500 loài thực vật.
Những vùng sinh thái gồm đồng cỏ nhiệt đới và cận nhiệt đới, xa van, rừng cây bụi miombo, rừng mopane, và đồng cỏ ngập nước.
Có năm vườn quốc gia, bốn khu bảo tồn tự nhiên và hai khu vực được bảo vệ khác tại Malawi.

## Kinh tế
Malawi là một trong những nước kém phát triển nhất trên thế giới. Khoảng 85% dân số sống ở nông thôn. Nền kinh tế chủ yếu dựa vào nông nghiệp, chiếm hơn một phần ba GDP và gần 90% doanh thu xuất khẩu. Trong quá khứ, nền kinh tế đã phụ thuộc vào sự trợ giúp kinh tế đáng kể từ Ngân hàng Thế giới, Quỹ tiền tệ quốc tế (IMF) và các quốc gia khác. Malawi được xếp hạng là điểm đến đầu tư an toàn thứ 119 trên thế giới trong bảng xếp hạng rủi ro quốc gia Euromoney tháng 3 năm 2011.
Vào tháng 12 năm 2000, IMF đã ngừng giải ngân viện trợ do những lo ngại về tham nhũng, và nhiều nhà tài trợ cá nhân sau đó dẫn đến việc giảm 80% ngân sách phát triển của Malawi. Tuy nhiên, năm 2005, Malawi nhận được hơn 575 triệu USD viện trợ. Chính phủ Malawi phải đối mặt với những thách thức trong việc phát triển kinh tế thị trường, cải thiện bảo vệ môi trường, đối phó với vấn đề HIV/AIDS ngày càng tăng nhanh, cải thiện hệ thống giáo dục và thỏa mãn các nhà tài trợ nước ngoài đang hoạt động độc lập về tài chính.
Ngoài một số trở ngại đã nêu, Malawi đã mất một số khả năng thanh toán cho hàng nhập khẩu do thiếu ngoại tệ chung, khi đầu tư giảm 23% trong năm 2009. Có nhiều rào cản đầu tư ở Malawi khó giải quyết được bao gồm chi phí dịch vụ cao, cơ sở hạ tầng nghèo nàn cho điện, nước và viễn thông. Nhiều nhà phân tích cho rằng tiến bộ kinh tế của Malawi phụ thuộc vào khả năng kiểm soát tăng trưởng dân số.
Vào tháng 1 năm 2015, miền nam Malawi đã bị tàn phá bởi lũ lụt tồi tệ nhất trong lịch sử,làm ít nhất 20.000 người mắc kẹt. Những trận lũ lụt này ảnh hưởng đến hơn một triệu người trên toàn quốc, bao gồm 336.000 người phải di tản, theo UNICEF. Hơn 100 người thiệt mạng và ước tính 64.000 ha đất trồng trọt bị cuốn trôi.

## Dân cư

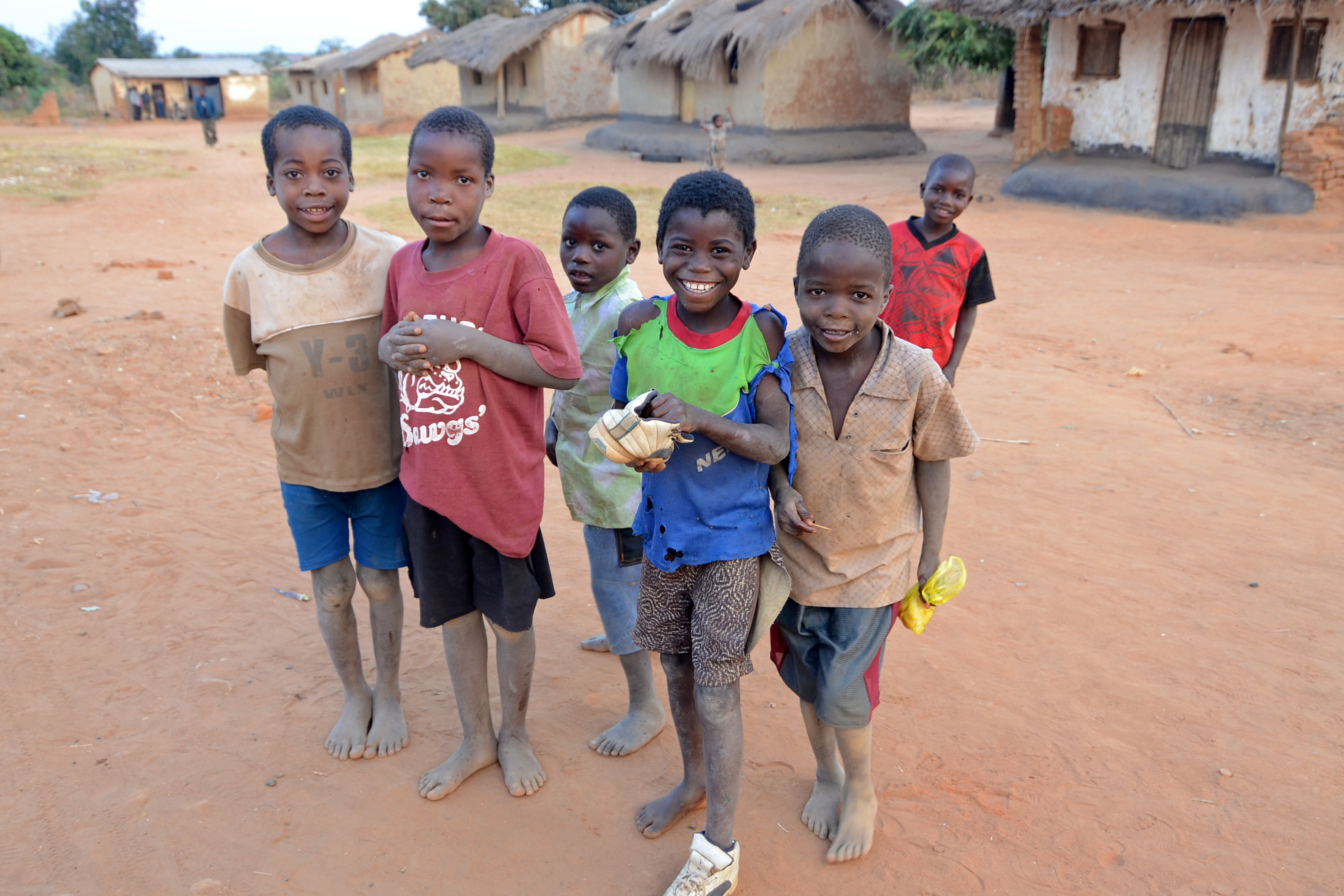
Trẻ em tại Chilowamatambe, huyện Kasungu, Malawi

Malawi có dân số trên 15 triệu người, với tỷ lệ gia tăng 2,75%, theo ước tính 2009. Dân số được dự đoán sẽ đạt hơn 45 triệu vào năm 2050, tức gấp ba lần dân số 16 triệu (ước tính) của năm 2010.
Các dân tộc chính tại Malawi là người Chewa, người Nyanja, người Tumbuka, người Yao, người Lomwe, người Sena, người Tonga, người Ngoni và người Ngonde; cũng có những cộng đồng người châu Á và châu Âu. Ngôn ngữ chính thức là tiếng Anh. Những ngôn ngữ lớn gồm tiếng Chewa (57% dân số), tiếng Nyanja (12,8%), tiếng Yao (10,1%), và tiếng Tumbuka (9,5%). Những ngôn ngữ bản địa khác là tiếng Lomwe Malawi (250.000 người nói) ở miền đông nam; tiếng Kokola (200.000 người nói) cũng ở miền đông nam; tiếng Lambya (45.000 người nói) ở miền tây bắc; tiếng Ndali (70.000 người nói); tiếng Nyakyusa-Ngonde (300.000 người nói) ở miền bắc; tiếng Sena, (270.000 người nói) ở miền nam; và tiếng Tonga (170.000 người nói) ở miền bắc.

### Tôn giáo
Tôn giáo tại Malawi (2010)
Cư dân Malawi chủ yếu theo Kitô giáo, với một lượng thiểu số người theo Hồi giáo đáng kể, dù không có con số chính xác. Theo Dự án Tôn giáo Malawi thực hiện bởi Đại học Pennsylvania năm 2010, khoảng 68% theo Kitô giáo, 25% theo Hồi giáo và 5% "khác". Nghiên cứu cũ hơn của CIA (1998) ghi nhận rằng 82% theo Kitô giáo, và 13% theo Hồi giáo. Các nhánh Kitô giáo lớn nhất tại Malawi là Công giáo La Mã và Giáo hội Trưởng Nhiệm Trung Phi (CCAP, một nhóm Tin Lành). Người theo Tin Lành chiếm một nửa dân số, trong khi tín đồ Công giáo chiếm một phần năm. CCAP là nhóm Tin Lành lớn nhất tại Malawi với 1,3 triệu thành viên. Có những nhóm Giáo hội Trưởng Nhiệm nhỏ hơn như Giáo hội Trưởng Nhiệm Cải cách Malawi và Giáo hội Trưởng Nhiệm phái Phúc Âm Malawi. Giáo hội Luther Trung Phi có hơn 39.000 thành viên tại Malawi. Cũng có một số nhỏ hơn người theo Anh giáo, Báp-tít, Nhân Chứng Giê-hô-va, Giáo hội Cơ Đốc Phục Lâm.
Đa số người Hồi giáo theo dòng Sunni, hoặc Qadriya hoặc Sukkutu với số ít theo Ahmadiyya.